# Ochoa
Ochoa är en ort i Mexiko.   Den ligger i kommunen Pánuco och delstaten Veracruz, i den östra delen av landet, 300 km norr om huvudstaden Mexico City. Ochoa ligger 7 meter över havet och antalet invånare är 342.
Terrängen runt Ochoa är platt. Havet är nära Ochoa åt sydväst. Runt Ochoa är det ganska glesbefolkat, med 32 invånare per kvadratkilometer. Närmaste större samhälle är Tampico, 19,7 km öster om Ochoa. Trakten runt Ochoa består till största delen av jordbruksmark.